# جيمي جوان
جيمي جوان (بالفرنسية: Jimmy Juan) (مواليد 10 يونيو 1983 في فالينس - فرنسا) لاعب كرة قدم فرنسي يلعب حاليا لصالح نادي الدرجة الأولى غرونوبل الفرنسي منذ 2006 في مركز الوسط المحوري . .

## روابط خارجية
- جيمي جوان على موقع رابطة كرة القدم الفرنسية للمحترفين (الإنجليزية)
- جيمي جوان على موقع قاعدة بيانات كرة القدم.إي يو (الإنجليزية)
- جيمي جوان على موقع Soccerbase.com (لاعب) (الإنجليزية)
- جيمي جوان على موقع كووورة